# St. Michael (Echtz)

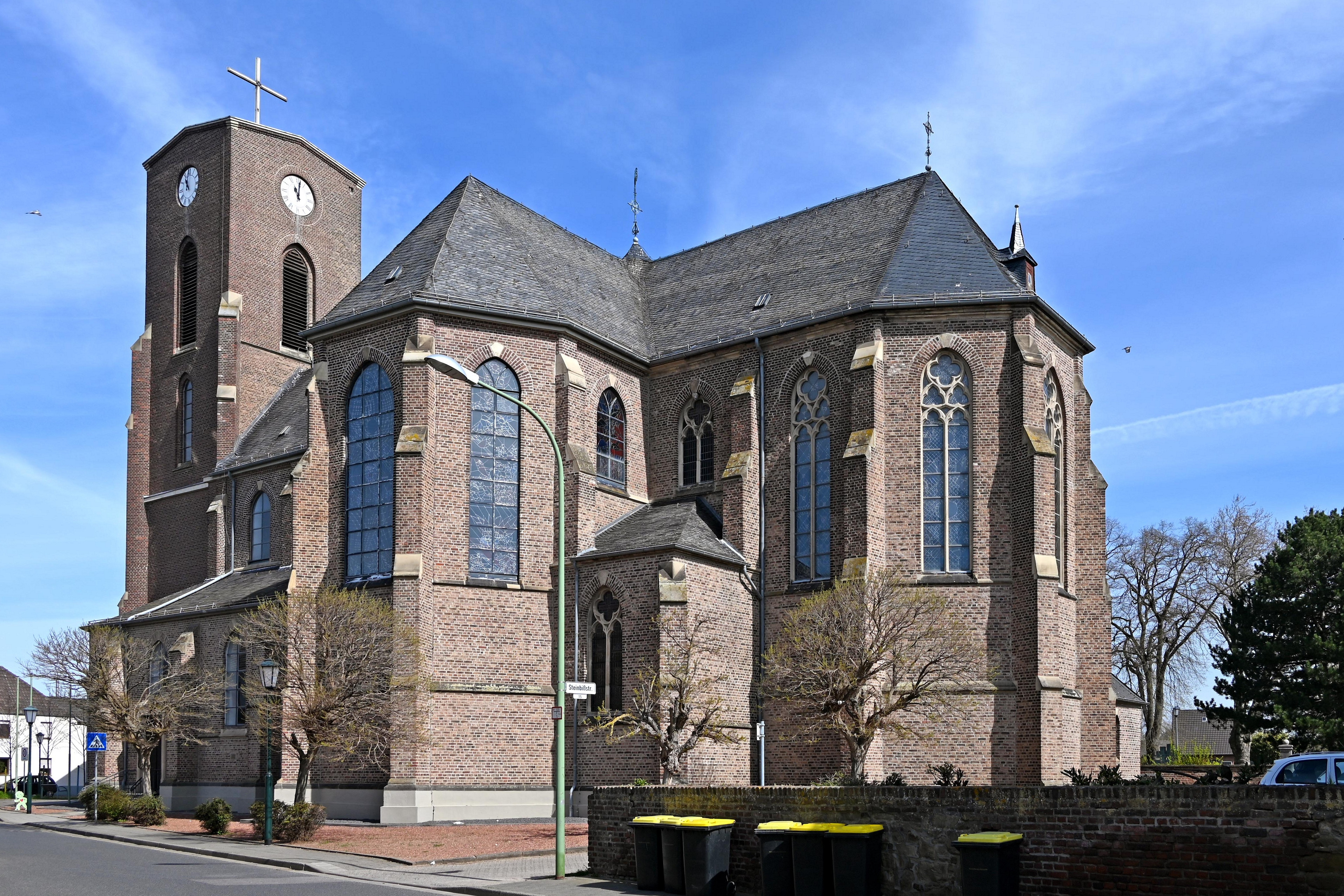
St. Michael in Echtz

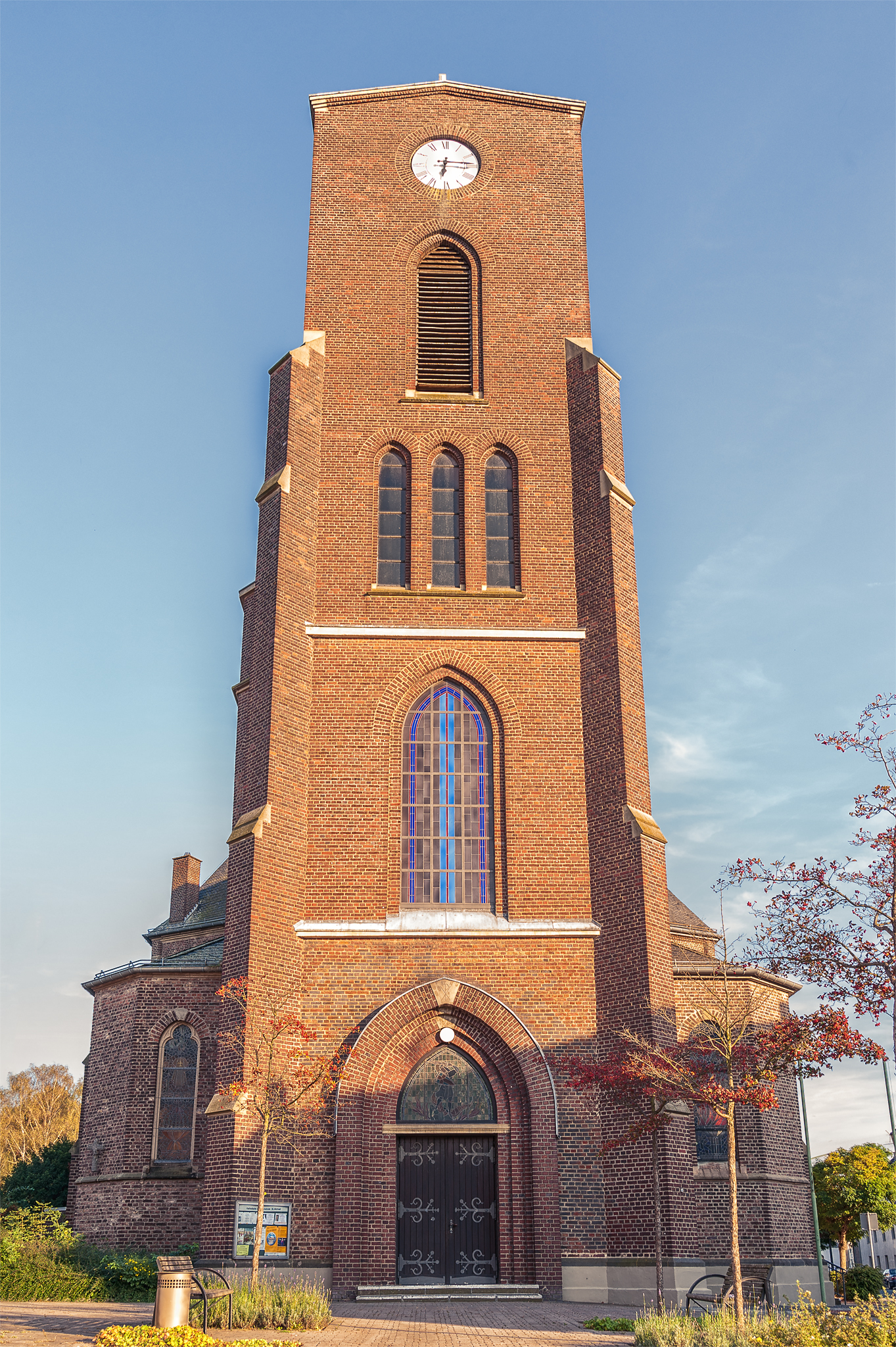
Kirchturm

St. Michael ist eine römisch-katholische Pfarrkirche in Echtz, einem Stadtteil von Düren im Kreis Düren, Nordrhein-Westfalen. Sie wurde von 1896 bis 1898 nach Plänen von Franz Statz erbaut und ist dem hl. Erzengel Michael geweiht.

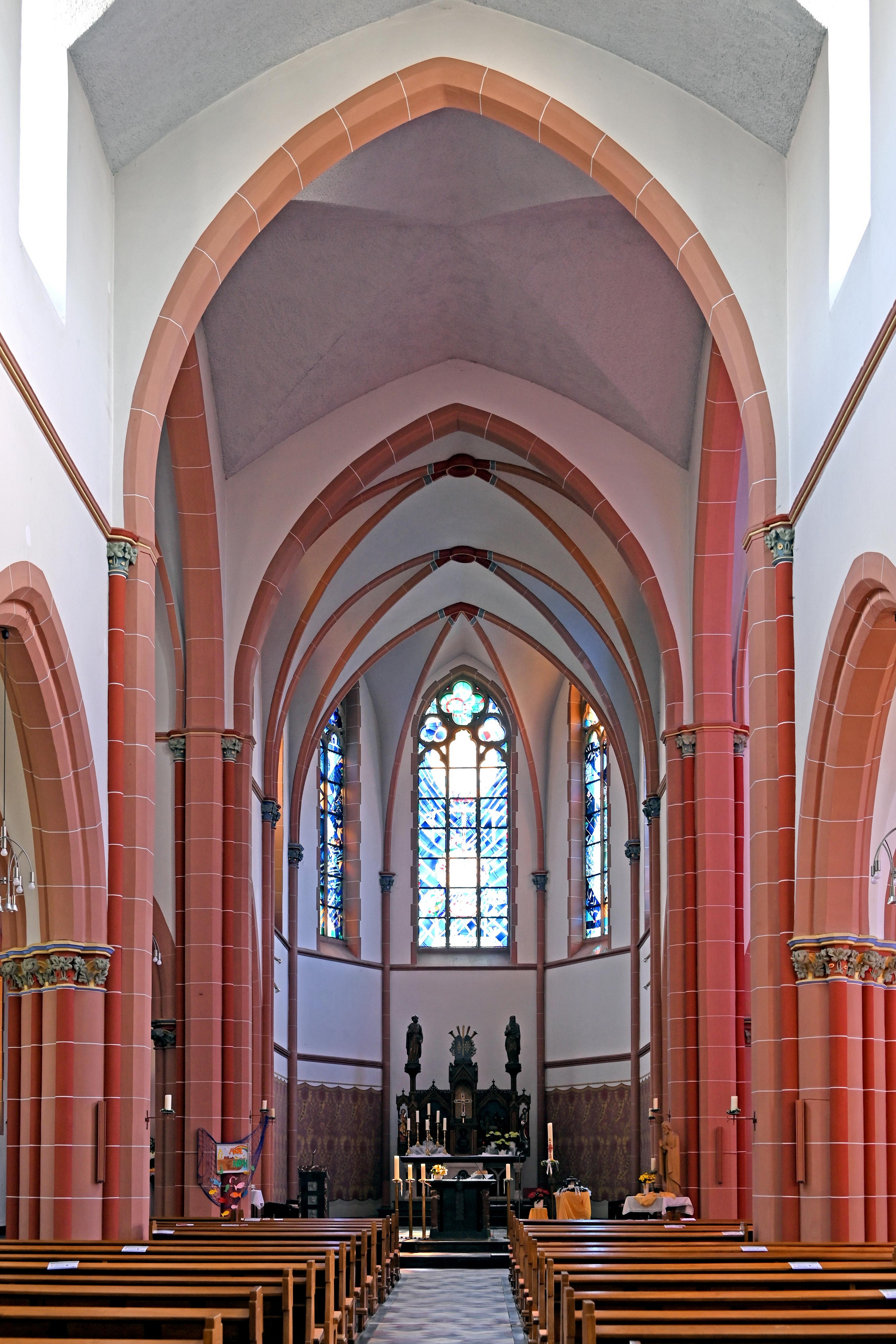
Innenraum mit Hochaltar

Die Kirche ist unter Nr. 8/1 in die Liste der Baudenkmäler in Düren eingetragen.

## Geschichte
Die Echtzer Pfarrei wurde erstmals im Liber valoris aus der Zeit um 1308 urkundlich erwähnt, aber die Pfarre ist sehr wahrscheinlich älter. Bis 1804 war das Pfarrgebiet von Echtz wesentlich größer als heute. Heute zählen lediglich die Filialen Geich mit der Nikolauskapelle und Konzendorf mit der Pankratiuskapelle zur Pfarre. Bis zur Verkleinerung des Pfarrgebietes gehörten noch die Filialen Obergeich, D’horn mit der Filialkirche St. Martinus, sowie Merode und Schlich dazu, die 1804 zur Pfarre St. Martinus D'horn erhoben wurden.
Heute ist die Pfarre ein Teil der Gemeinschaft der Gemeinden (GdG) St. Franziskus Düren-Nord.

## Baugeschichte
Eine Kirche in Echtz hat es bereits um 1300 gegeben, welche auch dem hl. Erzengel Michael geweiht war. Dieses Gotteshaus wurde im 15. Jahrhundert durch einen Neubau ersetzt. Dieser Bruchsteinbau mit seinem Glockenturm von 1498 war ein zweischiffiger, vierjochiger Bau im Baustil der Gotik mit einem vorgesetzten, dreigeschossigen Glockenturm im Westen und einem dreiseitig geschlossenen Chor im Osten. Dieses Bauwerk wurde 1898 abgebrochen, da es für die angewachsene Bevölkerungszahl zu klein geworden war.
Das neue Gotteshaus wurde zwischen 1896 und 1898 neben der alten Kirche, die zu Baubeginn noch stand, erbaut. Architekt war Diözesanbaumeister Franz Statz aus Köln. Er plante eine dreischiffige Kreuzkirche in Art einer Basilika mit einem dreijochigen Langhaus mit vorgesetztem, dreigeschossigen Glockenturm im Westen und einem zweijochigen und dreiseitig geschlossenen Chor im Osten. Über der Vierung war ein Dachreiter angebracht. Baubeginn mit der Gründung der Fundamente war bereits 1896, die feierliche Grundsteinlegung erfolgte am 13. Juni 1897. Die Konsekration fand am 9. Oktober 1898 durch den Kölner Weihbischof und späteren Erzbischof Antonius Fischer statt. Zu dieser Gelegenheit schenkte er der Echtzer Kirche Reliquien von Weggefährten des hl. Gereon, der hl. Ursula und des hl. Quirinus.
Im Zweiten Weltkrieg wurde das Gotteshaus sehr stark beschädigt. Der Turm stürzte halb ein und zerstörte dabei die Gewölbe des Mittelschiffes. Außerdem wurde dabei auch der Dachreiter zerstört sowie einige Maßwerke der Fenster. Diese Zerstörungen machten größere Renovierungen nötig, die im Jahre 1952 beendet wurden. Dabei erhielt der Turm sein heutiges Erscheinungsbild. Am 28. September 1952 wurde die renovierte Kirche geweiht. 1985 wurde der Chor neu ausgemalt. Das Gebäude hat 160 Sitz- und 300 Stehplätze. Charakteristisch für die Echtzer Kirche ist das beleuchtete Turmkreuz.

## Ausstattung
Im Innenraum befindet sich der Kreuzweg aus der Erbauungszeit der Kirche sowie einige Heiligenfiguren. Der Hochaltar stammt aus dem 19. Jahrhundert und wurde nach dem Zweiten Weltkrieg im Chor aufgestellt. Die restliche historische Ausstattung wurde im Krieg vernichtet.
Die Fenster stammen von verschiedenen Künstlern. 1952 gestaltete Matthias Kriche eine Notverglasung für St. Michael, die in Teilen noch heute vorhanden ist. Im Jahr 1999 schuf Günther Krumbach drei neue Fenster für das nördliche Querschiff. 1993 folgten drei neue Fenster für das südliche Querschiff, die Emil Wachter entwarf. Dieser entwarf 2006 auch vier neue Chorfenster und 2008 sein letztes Werk im nördlichen Seitenschiff. 2014 wurden zwei weitere Fenster eingesetzt, diesmal im südlichen Seitenschiff. Sie wurden von Mechthild Bach entworfen.

## Orgel
Die Orgel wurde von der Orgelbaufirma E. F. Walcker & Cie. im Jahr 1956 für die Renaissancekapelle des Pragfriedhofes in Stuttgart-Nord erbaut. 1989 wurde sie durch die Firma Orgelbau Plum (Marbach, Neckar) – zunächst als Provisorium gedacht – an der hinteren Westwand des Kirchturmes in Echtz aufgestellt, um auf der Empore den Platz für den Chor unangetastet zu lassen. Die Orgel verfügte gemäß ihrer ursprünglichen Bestimmung für Trauerfeiern über eine entsprechende Disposition. 2008 wurde das nahezu unspielbar gewordene Instrument durch die Firma Heinz Wilbrand Werkstätte für Orgelbau aus Übach-Palenberg umfassend überholt und reorganisiert. Neben einer neuen technischen Anlage wurden dabei im Registerbestand einige Stimmen zwischen den Teilwerken getauscht, um ein schlüssiges Klangkonzept zu erreichen. Da das Pfeifenwerk besonders in den Grundstimmen über für die Entstehungszeit Mitte der 1950er-Jahre beachtliche Mensuren verfügt, konnte durch fachmännische Intonation das Klangvolumen in diesem Bereich gesteigert werden. Schließlich wurden einige der grellen, zeittypischen Mixturen durch drei neue, grundtönigere Zungenregister ersetzt, die der Orgel die fehlende Kraft verleihen. Das zusätzliche Klangvolumen kompensiert die Nachteile des ungünstig gewählten Standortes.
Aus der Kombination des neu geordneten Registerbestandes mit den insgesamt vier Zungenregistern sowie der Neuintonation einerseits und dem entlegenen Standort im hinteren Teil der Empore andererseits ergibt sich heute ein klanglich attraktives Zusammenspiel von symphonischem Orgelklang und Raumakustik. Im Jahre 2020 wurde schließlich durch die Firma Schumacher, Eupen (Belgien), noch ein akustisches 32′-Register geschaffen, welches nun auch in der Tiefe für zusätzliches Volumen sorgt. Insgesamt verfügt das Instrument heute über eine beachtliche Klangfülle bei 22 Registern auf zwei Manualen und Pedal. Die Disposition lautet wie folgt:
| I Hauptwerk C–g3 |       |
| Quintade         | 16′   |
| Flöte            | 8′    |
| Salicional       | 8′    |
| Principal        | 4′    |
| Nachthorn        | 4′    |
| Principal        | 2′    |
| Mixtur IV        | 1 ⁄3′ |
| Trompete         | 8′    |

| II Schwellwerk C–g3 |        |
| Holzgedackt         | 8′     |
| Blockflöte          | 4′     |
| Nasard              | 2 ⁄3′  |
| Waldflöte           | 2′     |
| Terzflöte           | 1 3⁄5′ |
| Quintflöte          | 1 ⁄3′  |
| Oboe                | 8′     |
| Schalmey            | 4′     |
| Tremulant           |        |

| Pedal C–f1    |         |
| Subbass       | 16′     |
| Grobiphon     | 10 2⁄3′ |
| Prinzipalbass | 8′      |
| Flötbass      | 4′      |
| Hohlflöte     | 2′      |
| Posaune       | 16′     |

- Koppeln: II/I, I/P, II/P
- Spielhilfen: Handregistratur, Freie Kombination 1, Freie Kombination 2, Plein jeu

## Glocken
Die historischen Glocken aus dem spätmittelalterlichen Vorgängerbau wurden übernommen: zwei Glocken von 1594 und 1662 sowie eine weitere Glocke, welche 1791 von Peter Legros gegossen worden war, die es bis zum Ersten Weltkrieg gegeben haben soll.
1927 erfolgte eine sehr umfangreiche Ergänzung durch die Gießerei Petit & Gebr. Edelbrock aus Gescher (Westfalen) zur Gesamtdisposition h0 d¹ e¹ fis¹ a¹ und g² (im Dachreiter). Die große Glocke hatte ein Gewicht von 3.183 kg.
Bei der Beschlagnahmung im Zweiten Weltkrieg konnte durch Eingreifen des Pfarrers der eigentlich nicht vorgesehene Verbleib der Glocke von 1662 im Turm erwirkt werden. Diese wurde jedoch bei dessen nahezu völliger Zerstörung erheblich beschädigt. Nach dem Krieg waren noch die beiden Glocken von 1594 und 1662 vorhanden. Sie wurden ergänzt durch einen Neuguss aus Gescher und drei Patenglocken aus den ehemals deutschen Ostgebieten. Es handelte sich dabei um eine unbezeichnete Glocke von 1516 aus Altenguhrau (Niederschlesien), ein fis¹ des Danziger Glockengießers Gerhard Benningk von 1636 aus Mehlsack (Ostpreußen) und eine weitere Glocke von 1636, gegossen von Franz Gyot und Franz Dubois, aus Baumgarten (Niederschlesien).
Eine Wiederbeschaffung der großen h0-Glocke wurde offenbar nicht angestrebt, da den zentralen Platz im Glockenstuhl nun die d¹ von 1516 einnimmt. 1980 wurde die Glocke aus Baumgarten an die Gemeinde St. Johannes Ev. in Bad Oeynhausen-Eidinghausen abgegeben, weil dort viele aus der ehemaligen Pfarrei in Niederschlesien lebten. Dafür wurde eigens ein Turm errichtet, in welchem die Glocke noch heute hängt und läutet. Als Ersatz für sie wurde für die Echtzer Kirche in der Eifeler Glockengießerei Mark in Brockscheid eine Michaelsglocke gegossen. Der Verbleib der Glocke aus Mehlsack ist ungeklärt. Möglicherweise wich sie der nach durch Schweißung erfolgreich wiederhergestellten Echtzer Glocke von 1662.
Im Jahre 2021 erfolgte eine Renovierung des Geläutes. Hauptanlass hierfür waren die ursprünglich falsch berechneten Antriebe und Klöppel, die von unkorrekten Gewichtsangaben und Massen der Glocken hergerührt hatten und zu einer Gefährdung sowohl der Glocken als auch der Turmstatik zu führen drohten. Die neuen Klöppel haben zu einem wesentlich ausgewogeneren und satteren Klangbild des Geläutes geführt.
| Nr. | Name                 | Durchmesser (mm) | Masse (kg, ca.) | Schlagton (HT-1/16) | Gießer                                                        | Gussjahr |
| 1   | Anna, Maria, Jakobus | 1.208            | 900             | d¹ +1               | Leihglocke aus Altenguhrau, Niederschlesien, Gießer unbekannt | 1516     |
| 2   | Jesus, Maria         | 1.213            | 1.180           | e¹ −1               | Peter van Trier                                               | 1662     |
| 3   | Michael              | 1.083            | 791             | fis¹ +1             | Johannes Mark; Eifeler Glockengießerei, Brockscheid           | 1980     |
| 4   | Paulus               | 901              | 545             | a¹ +-0              | Hans Hüesker; Fa. Petit & Gebr. Edelbrock, Gescher            | 1951     |
| 5   | Maria                | 585              | 120             | g² +2               | Johann IV. van Trier                                          | 1594     |

Motiv: Freu dich, du Himmelskönigin
Des Weiteren befindet sich ein kleines, 1959 geschaffenes, sechsstimmiges Glockenspiel im Turm. Es umfasst die Töne g´´, c´´´, d´´´, e´´´, f´´´ und g´´´. Der damalige Pfarrer Lauscher hatte das Glockenspiel beim Glockengießer Feldmann in Münster in Auftrag gegeben, damit es dreimal täglich das sog. „Lourdeslied“ („Die Glocken verkünden mit fröhlichem Laut“) über das Dorf erklingen lasse. Da die in die Jahre gekommene Steuertechnik nicht mehr zuverlässig funktionierte, wurde das Glockenspiel im Jahre 2022 an den neuen Läutecomputer angeschlossen. Somit sind fortan auch andere Melodien möglich, sofern diese den eng gesteckten Tonumfang der wenigen Glocken nicht überschreiten.

## Pfarrer
Folgende Pfarrer wirkten bislang an St. Michael als Seelsorger:
| von – bis | Name                              |
| --------- | --------------------------------- |
| 1861–1888 | Bartholomäus Cremer               |
| 1888–1894 | Hermann Ferdinand Gröbel          |
| 1894–1911 | Johann Anton Peter Koll           |
| 1911–1912 | Leonhard Lennartz                 |
| 1912–1926 | Heinrich Cremer                   |
| 1926–1954 | Paul Lauscher † 12.04.1954        |
| 1954–1969 | Arnold Esser † 15.06.1969         |
| 1969–1975 | Pater Wilhelm Robben † 19.06.1993 |
| 1975–2010 | Heinrich Plum                     |
| Seit 2011 | Norbert Glasmacher                |